# Северное измерение
«Северное измерение» (СИ) — совместная политика Европейского союза, России, Норвегии и Исландии, направленная на развитие сотрудничества между странами в Северной Европе.
Целью данной политики заявлены укрепление стабильности, экономического сотрудничества и экономической интеграции, повышение конкуренции и поддержание устойчивого развития в этом регионе. Кроме того, в рамках «Северного измерения» разрабатываются направления совместной проектной работы в северо-западных областях России в области здравоохранения и социального благосостояния.

## История проекта
Начало этой политике было положено речью премьер-министра Финляндии Липпонена в Рованиеми (1997 год) о том, что после расширения ЕС приобрел «Северное измерение». Липпонен после речи написал соответствующее письмо главе Европейской комиссии. Инициатива была поддержана и в июне 2000 года Европейский совет одобрил «План действий для Северного измерения во внешней и трансграничной политике Европейского союза на 2001—2003 гг.», а в октябре 2003 года второй план по «Северному измерению».
24 ноября 2006 года на саммите Россия — ЕС лидеры России, ЕС, Норвегии и Исландии утвердили Рамочный документ и Политическую декларацию по политике «Северного измерения», которые вступили в силу 1 января 2007 года.
28 октября 2008 года в Санкт-Петербурге состоялась первая министерская встреча обновленного «Северного измерения» (СИ), в ходе которой было рассмотрено состояние дел в «Северном измерении», в действующих в его рамках Природоохранном партнерстве и Партнерстве в области здравоохранения и социального благополучия. Министры приняли решение о запуске нового Партнерства СИ в области транспорта и логистики (ПСИТЛ). Помимо этого, на встрече обсуждались пути активизации сотрудничества в области культуры, энергоэффективности и возобновляемых источников энергии.

## Практическая реализация
Основное финансирование «Северного измерения» осуществляется через Природоохранное партнерства (на средства ЕБРР). В России на средства Партнерства завершены два проекта в Санкт-Петербурге: юго-западные очистные сооружения (2005 год) и завод по сжиганию отходов (2007 год).

## Экологическая политика
Основными принципами экологической политики Северного измерения являются:
- предупреждение негативного воздействия на окружающую среду вместо нейтрализации последствий;
- необходимость учета экологических требований при планировании и принятии решений;
- запрет природопользования, приводящего к значительному нарушению экологического баланса;
- обязанность загрязнителя нести расходы по предотвращению и ликвидации вредных последствий.

## Цели проекта
Обеспечение безопасности и стабильности в регионе, а также помощь в недопущении появления новых разделительных линий в Европе в связи с расширением ЕС.
Программа Северное измерение реализуется в рамках Соглашения о партнерстве и сотрудничестве между Россией и ЕС. Особое значение придается субсидиарности и обеспечению участия всех заинтересованных сторон Северного региона, включая региональные организации, местные и региональные органы власти, академические и бизнес-сообщества, а также гражданское общество.
Были выделены несколько ключевых тем для диалога и сотрудничества в рамках Северного измерения, в том числе:
- экономика, бизнес и инфраструктура;
- трудовые ресурсы, образование, культура, научные исследования и здравоохранение;
- экология, ядерная безопасность и природные ресурсы;
- международное сотрудничество и развитие регионов;
- правосудие и внутренние дела.